# Solkalender
En solkalender är en kalender som har soldygnet och det tropiska året som grundläggande tidsenheter för tideräkning.